# 矢上総一郎
矢上総一郎（やがみ そういちろう）は、ゲームクリエイター。元アルファ・システム社員。
PS用ゲーム『高機動幻想ガンパレード・マーチ』では、プランナー・シナリオ・主設計・ガヴァナーを担当。また、アルファ・システム公式サイトにおいてファンの応対をしていた。当時24歳。2000年秋頃に病で倒れており、一時期芝村裕吏が「やがみ」を名乗って書き込んでいたが不明な点が多い。

## 代表的な参加作品・イベント
- 海ラヴ（公式サイト上の読者参加型ゲーム / 1999年） - ライター
- 高機動幻想ガンパレード・マーチ（プレイステーション / 2000年9月） - プランナー・シナリオ・主設計・ガヴァナー
- GPM23（公式掲示板上のゲーム / 2000年12月） - ユーザーサポート対応・マスター

## 作品上の登場人物
いくつかの作品に登場する人物のモデルとなっている。
アリアンやソウイチロー・ヤガミの名前で登場しており、両者は同一人物である（アニメ『絢爛舞踏祭 ザ・マーズ・デイブレイク』では分かりやすくするためヤガミ・アリアンという名前になっている）。その他に『Aの魔法陣 ターニの帰還』ではヤーガ・ソウの名前で登場している。